# Discografia de The Bangles
A discografia de The Bangles, uma banda de pop rock americana totalmente feminina, é composta por cinco álbuns de estúdio, dois álbuns de compilação, um extended plays, vinte e dois singles e três álbum de vídeos.

## Álbuns

### Álbuns de estúdio
| 1984                                                                           | All Over the Place - Lançamento: 23 de maio de 1984 - Gravadora: Columbia Records - Formato: CD, CS, LP | 80  | — | —  | —  | —  | —  | — | 32 | —  | —  | 86 |                                                                |
| 1986                                                                           | Different Light - Lançado: 2 de janeiro de 1986 - Gravadora: Columbia Records - Formato: CD, CS, LP     | 2   | 2 | —  | 19 | 21 | —  | 5 | 4  | 24 | 16 | 3  | - RIAA: 3× Platina - BPI: Platina - CRIA: 2× Platina           |
| 1988                                                                           | Everything - Lançado: 18 de outubro de 1988 - Gravadora: Columbia Records - Formato: CD, CS, LP         | 15  | 7 | 8  | 49 | 15 | —  | — | 15 | 20 | 10 | 5  | - RIAA: Platina - ARIA: Platina - BPI: Platina - CRIA: Platina |
| 2003                                                                           | Doll Revolution - Lançado: 9 de setembro de 2003 - Gravadora: Koch Records - Formato: CD, CS            | —   | — | 36 | —  | 35 | 29 | — | —  | —  | 80 | 62 |                                                                |
| 2011                                                                           | Sweetheart of the Sun - lançado: 27 de setembro de 2011 - Gravadora: Waterfront Records - Formato: CD   | 148 | — | —  | —  | —  | —  | — | —  | —  | —  | —  |                                                                |
| "—" denota títulos que não entraram nas paradas ou não foram lançados no país. | |     |   |    |    |    |    |   |    |    |    |    |                                                                |

### Coletâneas
| 1990                                                                           | Greatest Hits - Released: Maio de 1990 - Label: Columbia Records - Formats: CD, CS, LP                 | 97 | 6 | 19 | 58 | 31 | — | 6 | 4 | - RIAA: Platina - ARIA: Platina - BPI: Platina |
| 2014                                                                           | Ladies and Gentlemen... The Bangles! - laç: 2014 - Gravadora: Down Kiddie! - Formato: Download digital | —  | — | —  | —  | —  | — | — | — |                                                |
| "—" denota títulos que não entraram nas paradas ou não foram lançados no país. | |    |   |    |    |    |   |   |   |                                                |

### Extended plays
| Ano  | Título |
| ---- | --- |
| 1982 | Bangles - Lançado: 1982 - Gravadora: Faulty Products - Re-lançado: 1983 - Gravadora: I.R.S. Records - Formato: Vinil, CD, CS |

## Singles
| 1981                                                                           | "Getting out of Hand"                                              | —  | —   | —  | —  | —  | —  | —  | —  | —  | —  |                                                      | Não consta em nenhum álbum     |
| 1982                                                                           | "The Real World"                                                   | —  | —   | —  | —  | —  | —  | —  | —  | —  | —  |                                                      | Bangles                        |
| 1984                                                                           | "Hero Takes a Fall"                                                | —  | —   | —  | —  | —  | —  | —  | —  | —  | 96 |                                                      | All Over the Place             |
| 1985                                                                           | "Going Down to Liverpool"                                          | —  | —   | —  | —  | —  | —  | 42 | —  | —  | 79 |                                                      | All Over the Place             |
| 1985                                                                           | "Theme From the Goonies" (Dave Grusin) / "I Got Nothing" (Bangles) | —  | —   | —  | —  | —  | —  | —  | —  | —  | —  |                                                      | The Goonies (trilha sonora)    |
| 1986                                                                           | "Manic Monday"                                                     | 2  | 3   | 2  | 2  | 2  | 4  | 5  | —  | 4  | 2  | - BPI: Prata - MC: Ouro                              | Different Light                |
| 1986                                                                           | "If She Knew What She Wants"                                       | 29 | 31  | 30 | 17 | 23 | —  | 39 | —  | 20 | 31 |                                                      | Different Light                |
| 1986                                                                           | "Going Down to Liverpool"                                          | —  | —   | —  | —  | 21 | —  | —  | —  | —  | 56 |                                                      | All Over the Place             |
| 1986                                                                           | "Walk Like an Egyptian"                                            | 1  | 1   | 6  | 1  | 2  | —  | 2  | —  | 8  | 3  | - RIAA: Ouro - BPI: Prata - MC: Ouro                 | Different Light                |
| 1987                                                                           | "Walking Down Your Street"                                         | 11 | 56  | —  | 32 | 4  | —  | 21 | —  | —  | 16 |                                                      | Different Light                |
| 1987                                                                           | "Following"                                                        | —  | —   | —  | —  | 22 | —  | —  | —  | —  | 55 |                                                      | Different Light                |
| 1987                                                                           | "Hazy Shade of Winter"                                             | 2  | 7   | —  | 52 | 8  | —  | 12 | —  | —  | 11 |                                                      | Less than Zero (trilha sonora) |
| 1988                                                                           | "In Your Room"                                                     | 5  | 41  | —  | —  | 25 | —  | 11 | —  | —  | 35 |                                                      | Everything                     |
| 1989                                                                           | "Eternal Flame"                                                    | 1  | 1   | 3  | 4  | 1  | 1  | 4  | 1  | 1  | 1  | - RIAA: Ouro - ARIA: Platina - BPI: Ouro - GLF: Ouro | Everything                     |
| 1989                                                                           | "Be with You"                                                      | 30 | 37  | 12 | 32 | 14 | 18 | 41 | 19 | —  | 23 |                                                      | Everything                     |
| 1989                                                                           | "I'll Set You Free"                                                | —  | 81  | —  | —  | —  | —  | —  | —  | —  | 74 |                                                      | Everything                     |
| 1990                                                                           | "Everything I Wanted"                                              | —  | —   | —  | —  | —  | —  | —  | —  | —  | —  |                                                      | Greatest Hits                  |
| 1990                                                                           | "Walk Like an Egyptian" (remix)                                    | —  | —   | —  | —  | —  | —  | —  | —  | —  | 73 |                                                      | Greatest Hits                  |
| 1990                                                                           | "The Eternal Mix"                                                  | —  | —   | —  | —  | —  | —  | —  | —  | —  | —  |                                                      | Greatest Hits                  |
| 2003                                                                           | "Something That You Said"                                          | —  | 102 | 50 | 63 | —  | —  | —  | —  | 55 | 38 |                                                      | Doll Revolution                |
| 2003                                                                           | "Tear Off Your Own Head"                                           | —  | —   | —  | —  | —  | —  | —  | —  | —  | —  |                                                      | Doll Revolution                |
| 2003                                                                           | "I Will Take Care of You"                                          | —  | —   | —  | —  | —  | —  | —  | —  | —  | 79 |                                                      | Doll Revolution                |
| 2006                                                                           | "Light My Way"                                                     | —  | —   | —  | —  | —  | —  | —  | —  | —  | —  |                                                      | Digital single                 |
| 2011                                                                           | "I'll Never Be Through with You"                                   | —  | —   | —  | —  | —  | —  | —  | —  | —  | —  |                                                      | Sweetheart of the Sun          |
| 2011                                                                           | "Anna Lee (Sweetheart of the Sun)"                                 | —  | —   | —  | —  | —  | —  | —  | —  | —  | —  |                                                      | Sweetheart of the Sun          |
| "—" denota títulos que não entraram nas paradas ou não foram lançados no país. |                                                                    |    |     |    |    |    |    |    |    |    |    |                                                      |                                |

## Álbuns de vídeo
| Ano  | Título                                                                                          | Certificações |
| ---- | ----------------------------------------------------------------------------------------------- | ------------- |
| 1990 | Greatest Hits - Lançado: Maio de 1990 - Gravadora: Sony Music - Formato: VHS (1990), DVD (2005) | RIAA: Ouro    |
| 2003 | Doll Revolution DVD - Lançado: 9 de setembro de 2003 - Gravadora: Koch Records - Formato: DVD   |               |
| 2007 | Return to Bangleonia - Lançado: Abril de 2007 - Gravadora: Koch Records - Formato: DVD          |               |

## Videoclipes
| Ano  | Título                       | Diretor(es)    |
| ---- | ---------------------------- | -------------- |
| 1983 | "The Real World"             | Frank Delia    |
| 1984 | "Hero Takes a Fall"          | David Rathod   |
| 1984 | "Going Down to Liverpool"    | Tamar Hoffs    |
| 1986 | "Manic Monday"               | Leslie Libman  |
| 1986 | "If She Knew What She Wants" | Dan Perri      |
| 1986 | "Walk Like an Egyptian"      | Gary Weis      |
| 1987 | "Walking Down Your Street"   | Gary Weis      |
| 1987 | "A Hazy Shade of Winter"     | Jim Shea       |
| 1988 | "In Your Room"               | Tamra Davis    |
| 1988 | "Eternal Flame"              | Tim Pope       |
| 1989 | "Be with You"                | Marty Callner  |
| 1990 | "Everything I Wanted"        |                |
| 2003 | "Something That You Said"    | Charles Jensen |